# خر وحشی آفریقایی
خر وحشی آفریقایی (نام علمی: Equus africanus) از اعضاء وحشی خانواده اسبان می‌باشد. این گونه نیای خرهای اهلی است که در درون همین گونه جای دارد. این گونه در بیابان‌های شمال‌شرقی آفریقا زندگی می‌کند. کشورهای سومالی، اریتره و اتیوپی محل زندگی این گونه خر است. گستره زندگی این جاندار در گذشته کشورهای لیبی، مصر و سودان را نیز شامل می‌شده است. تنها تعداد ۵۷۰ راس از این نوع خر در حال زندگی هستند. طول این حیوان حدود ۲ و قد آن حدود ۱٫۲۵ متر می‌باشد.

## ویژگی‌های ظاهری
الاغ وحشی آفریقایی حدود ۱٫۲ متر (۴ فوت) قد و تقریباً ۲۵۰ کیلوگرم (۶۰۰ پوند) وزن دارد. پوشش کوتاه و صاف آن به رنگ خاکستری روشن تا حنایی است که به سرعت در قسمت‌های زیرین بدن و پاها به سفید می‌گراید. در همه زیرگونه‌ها یک نوار پشتی باریک و تیره وجود دارد، در حالی که در الاغ وحشی نوبیایی و همچنین الاغ اهلی، یک نوار عرضی روی شانه دیده می‌شود. پاهای الاغ وحشی سومالیایی  دارای نوارهای افقی مشکی هستند که شبیه به گورخر است. در ناحیه گردن، یک یال سفت و ایستاده با نوک موهای سیاه وجود دارد. گوش‌ها بزرگ و دارای حاشیه‌های سیاه هستند و دم به یک دسته موی سیاه ختم می‌شود. سم‌ها باریک و تقریباً به قطر پاها هستند.
اعتقاد بر این است که جنس Equus که شامل تمام اسب‌سانان موجود می‌شود، از Dinohippus، از طریق فرم میانی Plesippus، تکامل یافته است. یکی از قدیمی‌ترین گونه‌ها Equus simplicidens است که به عنوان گورخرگونه‌ای با سری شبیه به الاغ توصیف شده است. قدیمی‌ترین فسیل یافت شده تا به امروز، حدود ۳٫۵ میلیون سال قدمت دارد و در آیداهو در ایالات متحده کشف شده است. به نظر می‌رسد این جنس به سرعت در دنیای قدیم گسترش یافته است، با Equus livenzovensis که هم‌زمان با آن در اروپای غربی و روسیه مستند شده است.

## شواهد فیلوژنتیک مولکولی و واگرایی‌ها
فیلوژنی‌های مولکولی نشان می‌دهند که جدیدترین جد مشترک تمام اسب‌سانان مدرن (اعضای جنس Equus) حدود ۵٫۶ (۳٫۹–۷٫۸) میلیون سال پیش زندگی می‌کرده است. توالی‌یابی مستقیم پالئوژنومیک از یک استخوان متاتارس اسب مربوط به اواسط پلیستوسن با قدمت ۷۰۰٬۰۰۰ سال از کانادا، تاریخ جدیدتری را برای جدیدترین جد مشترک (MRCA) در محدوده ۴٫۰ تا ۴٫۵ میلیون سال پیش نشان می‌دهد. قدیمی‌ترین واگرایی‌ها شامل همیون‌های آسیایی (زیرجنس E. (Asinus) شامل کولان، اوناگر و کیانگ) و پس از آن گورخرهای آفریقایی (زیرجنس‌های E. (Dolichohippus) و E. (Hippotigris)) هستند. تمام اشکال مدرن دیگر، از جمله اسب اهلی (و بسیاری از اشکال فسیلی پلیوسن و پلیستوسن)، به زیرجنس E. (Equus) تعلق دارند که حدود ۴٫۸ (۳٫۲–۶٫۵) میلیون سال پیش واگرا شدند.